# 坂本昌行
坂本昌行（日语：／ Sakamoto Masayuki，1971年7月24日—），生於東京都江東區，日本男藝人，經紀公司為「傑尼斯事務所」，1995年與長野博、井之原快彥、森田剛、三宅健以及岡田一，組成團體「V6」並擔任隊長一職，發行單曲「MUSIC FOR THE PEOPLE」正式出道。

## 經歷
- 1971年7月24日出生於東京都江東區龜戶，是家中老么。家中經營蔬果店。
- 15歲，高中生時期決定進入演藝圈，自己把履歷書投給經紀事務所或是劇團。其中，也有投給模特兒雜誌「MEN'S NON-NO」，但是不合格。投送履歷書半年後，收到試鏡機會。並於1988年加入日本著名的演藝事務所「傑尼斯事務所」，同期有TOKIO的國分太一。隸屬於小傑尼斯組合「平家派」。
- 曾於1990年退出事務所，在旅遊代理公司當了一陣子的上班族。某天在電車偶遇KinKi Kids，對話中意識到自己依然對演藝事業保有極大的熱情後，決定再重回事務所並致電國分太一尋求幫忙向強尼·喜多川說情。
- 曾擔任SMAP、光GENJI的伴舞，還擔任過東山紀之的貼身助理。
- 1992年，參與「阿國」的演出，是個人首次音樂劇演出。
- 在事務所熬了許多年，歷經 Jr. 跟 Sr. 後，1995年終於與長野博、井之原快彥、森田剛、三宅健以及岡田一，組成團體「V6」，11月1日發行單曲「MUSIC FOR THE PEOPLE」正式出道。出道當時24歲又3個月，曾是傑尼斯事務所最年長出道紀錄。
- 的歌唱實力不但在傑尼斯事務所中是數一數二的，也頗獲各界肯定，1999年迪士尼動畫「泰山」在日本上映時，日文版主題曲「You'll Be in My Heart」以及插曲便是由他擔任演唱。
- 除了V6與20th Century的活動外，他也經常參與音樂劇和舞台劇的演出，百老匯知名音樂劇「Footloose」、「Boy from Oz」的日本版，都是由坂本出任男主角。
- 2000年，主演音樂劇「瑟堡的雨傘」，是個人首次擔綱音樂劇主演。
- 2010年，主演好萊塢音樂劇「ZORRO THE MUSICAL」。是本人親自參加日本版角色甄選，並獲得主角・佐羅一角。
- 2016年，舉行首次個人音樂劇演唱會「ONE MAN STANDING」。也是傑尼斯事務所首次有旗下藝人在Bunkamura ORCHARD HALL（果園廳）舉行舞台劇以外的表演。
- 2019年，因為長年演出一直有左膝前十字韌帶合併半月板損傷。由於隔年是非常重要的出道25週年，因此決定接受之前一直猶豫不決的左膝重建縫合手術。並於之後宣布手術成功。
- 2021年12月30日，透過經紀公司宣布與前寶塚歌劇團雪組首席男役朝海光登記結婚[3]。

## 音樂作品
※ 有關V6身分之活動內容與作品，請參考「V6 (偶像團體)#音樂作品」項目。

### 20th Century（Tonisen）
V6 這個團體又可分為兩個子團體，會各自以子團體的名義，發行單曲、專輯或舉辦巡迴演唱會，而由坂本昌行、長野博與井之原快彥三人組成的子團體名為「20th Century」，通常暱稱為「Tonisen」（トニセン，或是 TC）。直至 2021 年，Tonisen 已發行兩張專輯、三張單曲，一張精選集，以及一張演唱會DVD（詳列於下）。此外，TC目前在關西也固定有廣播節目「V6 Next Generation」。

#### 專輯
- 1997年 ROAD（AVCD-11588）
- 1998年 !-attention-（AVCD-11670）
- 2004年 Replay-Best of 20th Century-（AVCD-17420，精選集）

#### 單曲
- 1999年 WISHES -I'll be there-（AVCD-30065）
- 2000年 Precious Love（AVCD-30161）
- 2008年 非我不可，非你莫屬（オレじゃなきゃ、キミじゃなきゃ、AVCD-31422）

#### 演唱會DVD
- 2008年 20th Century Live Tour 2008 オレじゃなきゃ、キミじゃなきゃ 非我不可，非你莫屬 （AVBD-91700〜1/B〜C）
- 2009年 20th Century LIVE TOUR 2009 HONEY HONEY HONEY/We are Coming Century Boys LIVE Tour 2009 （AVBD-91742）

### Solo曲
- コバルトブルー（1996）
- MIX JUICE（1997）
- Without you（1998）
- Shelter（1998）
- You'll Be in My Heart（1999） - 以Marsa Sakamoto名義
- Time's on my side（2007）
- Happy Happy Birthday!（2010）

## 重要演出

### 電視節目

#### 綜藝節目
- 嵐のV1（日语：嵐のV1）（1999年10月30日 - 11月27日 、富士電視台）
- NON STOP!（2012年4月 - 2023年3月、富士電視台） - 星期五「One Dish」料理環節
- 坂本昌行 GIFT for X （2021年11月9日 - 、Hikari TV／東京電視台、2022年5月26日 - 、東海電視台）[4]

#### 紀錄片節目
- 錦織圭・大坂直美 それぞれの世界挑戦2018（2017年12月、WOWOW） - 旁白
- 錦織圭 復活〜世界の頂を目指して〜（2018年12月、WOWOW） - 旁白
- 錦織圭 覚悟〜節目の一年を迎えて〜（2019年12月29日、WOWOW） - 旁白
- 錦織圭・大坂直美 2020 〜復活への想い、戴冠への軌跡、そして東京へ〜（2020年12月29日、WOWOW） - 旁白

### 舞台劇
※粗體字為主演
- 1992年 GOLDEN BOY
- 1994年 御いのち
- 1994年 PLAYZONE'94 MOON
  - 1995年 PLAYZONE'95 KING & JOKER
- 2000年 TOKYO SUNDANCE～我們的20世紀～（TOKYO SUNDANCE～俺達の20世紀～，TC 三人共演）
  - 2001年 TOKYO SUNDANCE～給21世紀的留言（TOKYO SUNDANCE～21世紀への伝言～，TC 三人共演）
- 2002年 豬排搖滾（とんかつロック，TC 三人共演）
- 2004年 Say You Kids（TC 三人共演）
- 2007年 No man's land （三不管地帶）
- 2010年 沒有不在場證明的天使（アリバイのない天使）
- 2013年 科學怪人（フランケンシュタイン，和東山紀之雙主演）
- 2017年 君が人生の時（The Time of Your Life）
- 2022年 凍える（Frozen）

### 音樂劇
※粗體字為主演
- 1992年 阿国
- 1992年 SHOW劇'92 MASK
- 1995年 魔女宅急便
- 1995年 真善美
- 1997年 SHOW劇'97 MASK（和井之原快彦・岡田准一共演）
- 1998年 奇妙的遊戲（奇妙なゲーム）
- 1998年 迷宮傳説～雨月的愛～（迷宮伝説～雨月の愛～）
- 2000年 瑟堡的雨傘（シェルブールの雨傘）
  - 2003年 瑟堡的雨傘（再演）
- 2001年 FOOTLOOSE
  - 2002年 FOOTLOOSE（再演）
- 2003年 BLOOD BROTHERS（和赤坂晃雙主演）
- 2005年 Never Gonna Dance
- 2005年 The Boy From Oz
  - 2006年 The Boy From Oz（再演）
  - 2008年 The Boy From Oz（再演）
  - 2020年 The Boy From Oz（再演）※因疫情取消
  - 2022年 The Boy From Oz（再演）
- 2007年 All Shook UP
  - 2009年 All Shook UP（再演）
- 2010年 Pal Joey
- 2011年 ZORRO - THE MUISCAL
- 2012年 MY ONE AND ONLY
- 2013年 シルバースプーンに映る月（映在銀湯匙上的月亮）
- 2014年 ON THE TOWN（TC 三人共演）
- 2016年 MURDER for Two
  - 2022年 MURDER for Two（再演）
  - 2025年 MURDER for Two（再演）
- 2017年 TWENTIETH TRIANGLE TOUR 戸惑いの惑星（疑惑星球）（TC 三人共演）
  - 2019年 TWENTIETH TRIANGLE TOUR vol2 カノトイハナサガモノラ（TC 三人共演）
- 2018年 TOP HAT
- 2021年 Oslo
- 2023年 THE MUSIC MAN
- 2023年 Camelot（キャメロット）
- 2024年 三劍客
- 2025年 假期飯店
- 2025年 怪醫黑傑克

### 個人演唱會
- 2016年 「ONE MAN STANDING」[5]
- 2019年 「ONE MAN STANDING 2019 The Greatest Symphony」[6]
- 2024年 「MASAYUKI SAKAMOTO Billboard Live 2024」

### 電視劇
- 1988年 危險少年3 - 川崎経由
- 1995年 V之炎 - V6主演・坂本昌行
- 1999年 前程錦繡 - 街頭音樂家
- 2000年 I LOVE『big』大作戰 - 坂本昌行
- 2002年 演技者 錦★鯉 - 吉田晋
  - 2003年 演技者 TRASHMASTAURANT - ヨネ
- 2006年 垃圾律師 最終話 - 笹野優司
- 2009年 少年時代 - 大倉先生
- 2012年 上鎖的房間　Episode 6 - 鬼塚隼人
- 2012年 搜查線上的詠嘆 - 夏川孝文
- 2014年 放不下的魔女們（日语：ほっとけない魔女たち） 第5話 - 坂本昌行（友情出演）
- 2022年 寵物醫師花咲萬太郎的病例簿（日语：ペットドクター花咲万太郎の事件カルテ） - 主演・花咲萬太郎
  - 2023年 寵物醫師花咲萬太郎的病例簿2 - 主演・花咲萬太郎
- 2022年 吉祥寺魯蛇 第6話・第12話 - 町田弘

### 電影
- 1999年 泰山（以「Marsa Sakamoto」名義演唱日文版主題曲和插入曲）
- 2003年 V6 向前衝（台灣譯名）HARD LUCK HERO，V6 全體共演）
- 2004年 雷鳥神機隊（台灣譯名）（Thunderbird，V6 全體參與配音）
- 2005年 HOLD UP DOWN（V6 全體共演）

### 書籍
- 2014年 坂本昌行のOne Dish（扶桑社）ISBN 978-4594071134

### 參與活動
- J.LEAGUE YBC Levain盃決賽（2021年10月30日）- 國歌獨唱[7]

## 得獎歷
- 第24回 讀賣演劇大賞 優秀男主角（2016年）

## 相關網站
- Avex V6 官方網站（页面存档备份，存于）（日語）
- Avex V6 Official Website（日語）
- Johnnys net（傑尼斯事務所官網）（页面存档备份，存于）（日語）
- 傑尼斯事務所官網>V6專頁（页面存档备份，存于）
- 傑尼斯事務所官方網站 V6專頁（日語）
- 傑尼斯事務所官網>20th Century專頁 （页面存档备份，存于）
- 坂本昌行的Instagram帳戶
- 坂本昌行在互联网电影资料库（IMDb）上的資料（英文）